# Trichiorhyssemus yumikoae
Trichiorhyssemus yumikoae är en skalbaggsart som beskrevs av Riccardo Pittino och Kawai 2007. Trichiorhyssemus yumikoae ingår i släktet Trichiorhyssemus och familjen Aphodiidae. Inga underarter finns listade i Catalogue of Life.